# Galgenberg (Hundisburg)

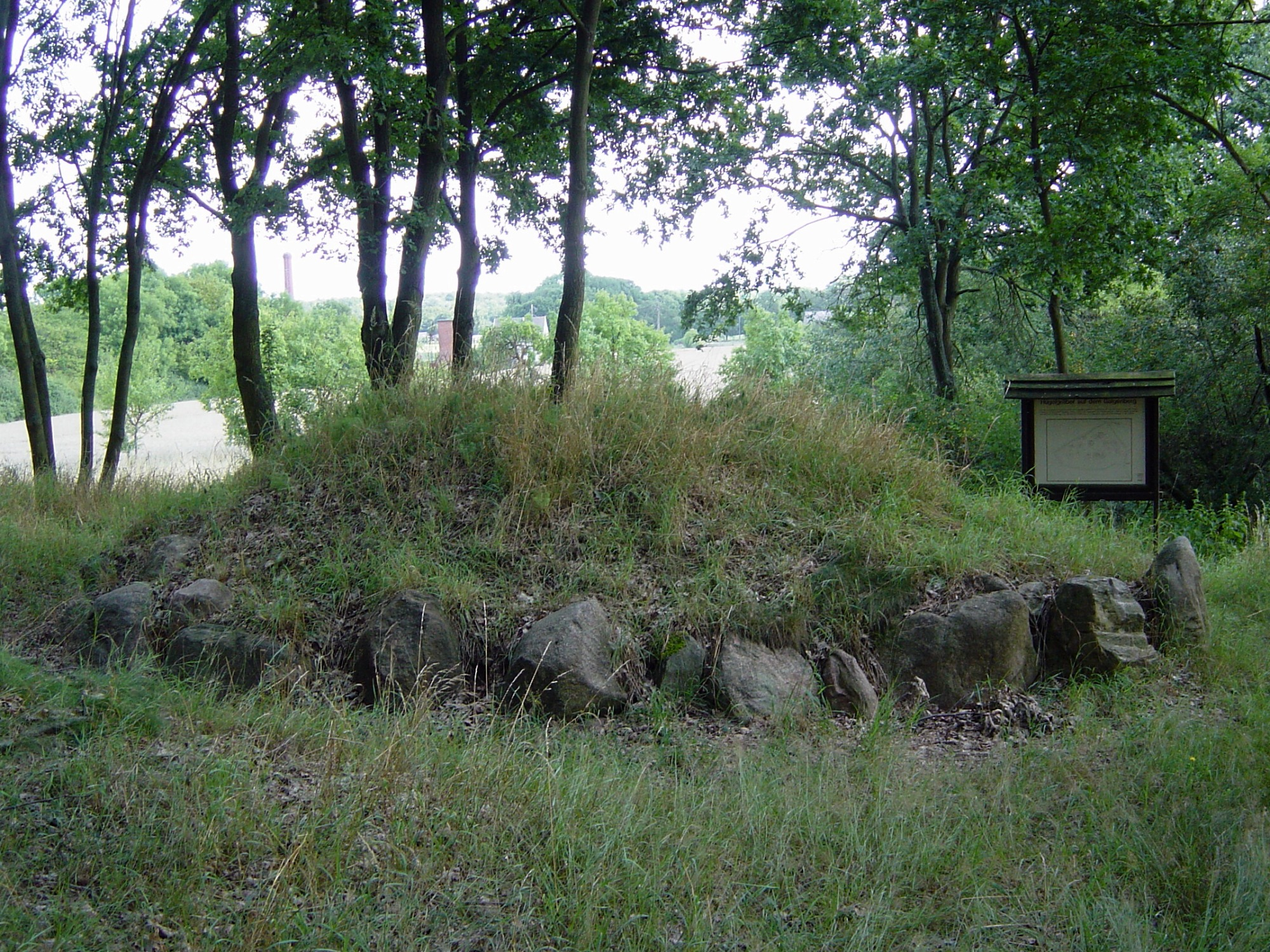
Eines der Hügelgräber auf dem Galgenberg, 2009

Der Galgenberg beim Haldensleber Stadtteil Hundisburg ist eine etwa hektargroße landschaftsprägende Anhöhe, auf der sich dreizehn Hügelgräber befinden. Das frühzeitliche Gräberfeld auf der sandigen und heute bewaldeten Anhöhe liegt 800 Meter westlich der Ortschaft Hundisburg am Feldweg nach Bebertal II. Die Gräber des Galgenbergs gehören zur sogenannten „Historischen Quadratmeile“. 200 Meter nördlich der Höhe liegt das Technische Denkmal Ziegelei Hundisburg, 300 Meter südlich der Steinbruch-See mit der Kirchenruine Nordhusen. Das Bodendenkmal ist in der Landesdenkmalliste als undatiert erfasst.

## Geschichte
Auf dem Hügel bestatteten frühgeschichtliche Bewohner des umliegenden Siedlungsraums über Jahrtausende ihre Verstorbenen. Heute sind hier 13 Hügelgräber erkennbar.  Diese teilweise mit Findlingen eingefassten Grabstellen stammen aus der frühen (Hügel I) und der mittleren Bronzezeit (Hügel II). Unter den Hügelaufschüttungen befinden sich Flachgräber sowohl der Baalberger Kultur (ca. 3500 v. Chr.) als auch des Spätneolithikums. Die Grabhügel wurden zu Nachbestattungen genutzt. So befinden sich hier Brandschüttungsgräber und Urnengräber der jüngeren Bronzezeit sowie Urnengräber aus der Eisen- und der Römischen Kaiserzeit.

### Hinrichtungsstätte
Im Spätmittelalter diente der Galgenberg als Richtplatz, worauf auch der Name deutet. Für die Anlage solcher erhöhten und weit sichtbaren Hinrichtungsstätten wurden zu der Zeit aus arbeitsökonomischen Gründen häufig vorgeschichtliche Grabhügel genutzt. Auf dem Hügel standen in den Boden eingelassene, zwei- oder dreischläfrige Holzgalgen. Hier Getötete wurden vermutlich mit geringstmöglichem Aufwand vor Ort begraben.

### Ausgrabungen
Im Zeitraum von 1979 bis 1988 wurden zwei der Hügelgräber vom Museum Haldensleben archäologisch untersucht und rekonstruiert. Bei den Ausgrabungen wurden wenigstens vierzehn beigabenlose Skelette gefunden, die häufig in Bauchlage, unstrukturiert und teilweise unvollständig (Fehlen von Gliedmaßen) ohne Sarg verlocht worden waren. Diese menschlichen Überreste werden Hingerichteten des Mittelalters zugerechnet. Die Befunde der frühzeitlichen Nutzung waren von runden Gruben mit dort enthaltenen Keilsteinen gestört. Solche Steine wurden zur Bodenfixierung von Galgenpfählen verwendet.
Das Haldensleber Museum zeigt die bei den archäologischen Grabungen gewonnenen Funde und Befunde. Sie werden modellhaft dargestellt und vermitteln ein Bild von der Arbeit der Archäologen. Sie stehen im Mittelpunkt der Ausstellung zur Ur- und Frühgeschichte des Museums.